# Gastronomía de la República Democrática del Congo

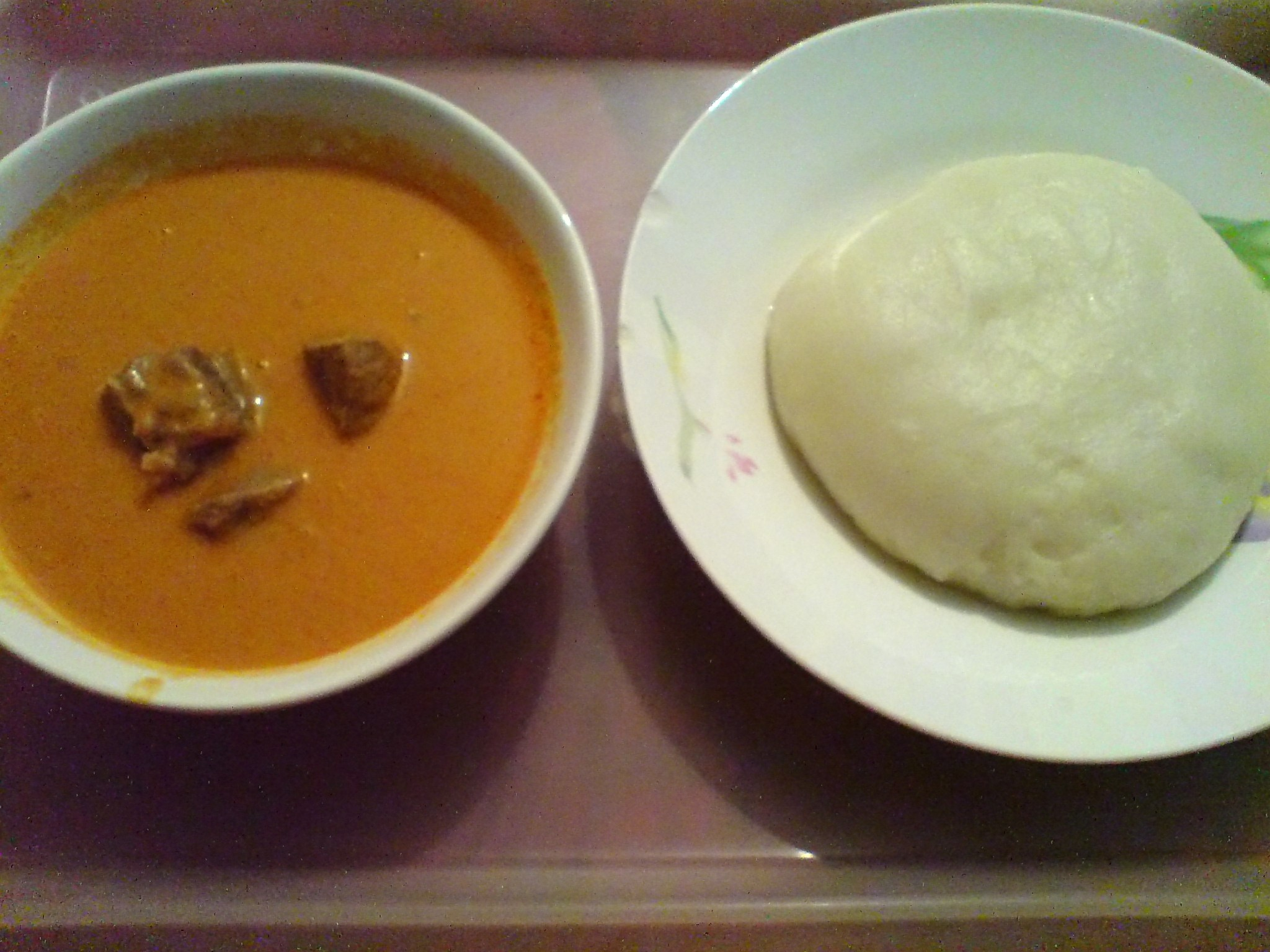
Un plato de fufu (derecha) acompañado por sopa de maní.

La cocina congoleña, localmente llamada cocina kinocongoleña (kino-congolaise, referente al Congo-Kinshasa) comprende multitud de tradiciones culinarias debido a la gran extensión del país, a su ubicación central en el corazón del África tropical y a la amplia diversidad de etnias que en él habitan, más de 450. El arroz, la yuca, el plátano y la papa son los alimentos básicos del país. El Congo también ha sido influenciado por las cocinas europeas que colonizaron el continente el siglo pasado: la belga, la francesa, portuguesa..., así como la gastronomía árabe. La influencia árabe se concentra en las provincias orientales debido al histórico comercio de esclavos.

## Alimentos y platillos comunes

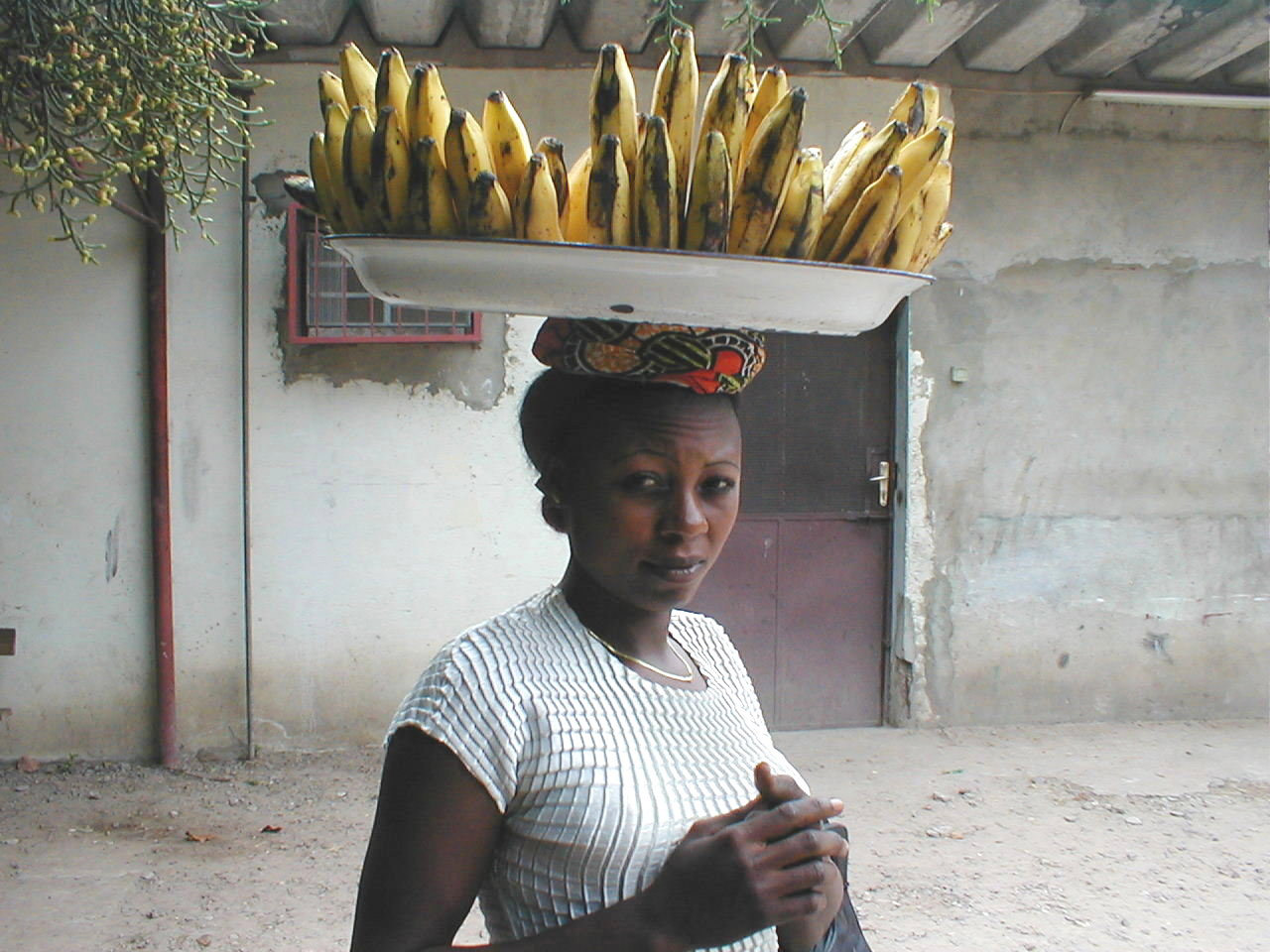
Una mujer sosteniendo con la cabeza una charola con plátanos

En la República Democrática del Congo se cultiva menos del dos por ciento de la tierra, y la mayoría de esta se utiliza para la agricultura de subsistencia., El cultivo del Congo es la fuente de una gran variedad de cultivos. Estos incluyen maíz, arroz, yuca (mandioca), camote, ñame, taro, plátano, tomates, calabaza y variedades de guisantes y frutos secos. Estos alimentos se comen en todo el país, pero también hay platos regionales. Los cultivos más importantes para la exportación son el café y aceite de Palma.
 
Las plantas silvestres, frutas y otros alimentos como pescado, carne de caza, setas y miel también son utilizados en estos platillos. Las personas a menudo venden estos cultivos en los mercados, o por la carretera. La ganadería y el desarrollo de las empresas agrícolas a gran escala ha sido obstaculizado por la reciente guerra y la mala calidad del sistema de caminos.
Los Congoleños ponen en sus alimentos un ingrediente con almidón, junto con verduras y carne en forma de un guiso. El almidón puede venir en forma de pasta o puré de mandioca o harina de maíz, llamado fufu o ugali. Cuando el fufu es rodado en bolas del tamaño de una pelota de golf y se sumerge en el guiso picante a menudo se hace una muesca con el pulgar para traer para arriba las gotas de salsa.
 

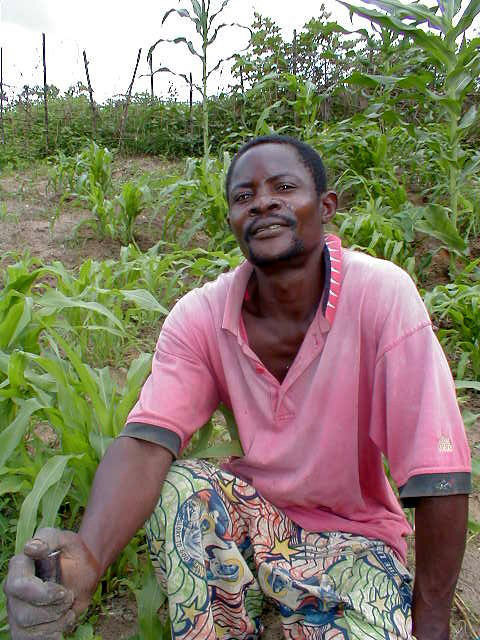
Un granjero congoleño

Poulet à la Moambé (pollo con salsa de Moambe) es considerado el plato nacional de la República Democrática del Congo.
Es un tipo de pan fermentado con kwanga, hecho de la yuca, se produce comercialmente en todo el país. Lituma es un plato popular de plátano hecho de plátanos molidos que se forman en bolas y al horno. Patatas dulces son preparadas de manera similar y mezcladas con maní tostado en algunas partes del país. A menudo se mezcla con granos de arroz.
 
Para acompañar estos ingredientes ricos en almidón, vegetales verdes como hojas de yuca, se agregan a menudo tshitekutaku (espinaca) y okra. Las setas son especialmente apreciadas entre la gente del Luba, a menudo son vistos como un sustituto para la carne en tiempos de escasez. Aunque el vegetarianismo en el país es más abundante, se comen más alimentos sin carne debido a su alto precio.
Son abundantes a lo largo del Río Congo entre sus afluentes y lagos varios. El horno se utiliza para cocinar y para consumo inmediato de diversos alimentos. Los mercados a menudo venden pescado sazonado con pimienta listos para comer también están cocidos en hojas de plátano. La Cabra es la carne más extensamente consumida. Mwambe es una manera común de cocinar el pollo con salsa de cacahuete. La gastronomía congoleña también incluyen insectos tales como saltamontes y orugas; Tienden a tener un sabor a nuez.
 
Salsas para mezclar con los ingredientes anteriores se pueden hacer con tomates, cebolla y las hierbas aromáticas locales. Aceite vegetal, junto con el pimiento de chile rojo caliente, sal pimienta y el dulce se utilizan para impartir sabor extra. Estas especias se utilizan con menor frecuencia en el extremo sur.

## Lista de Alimentos Congoleños

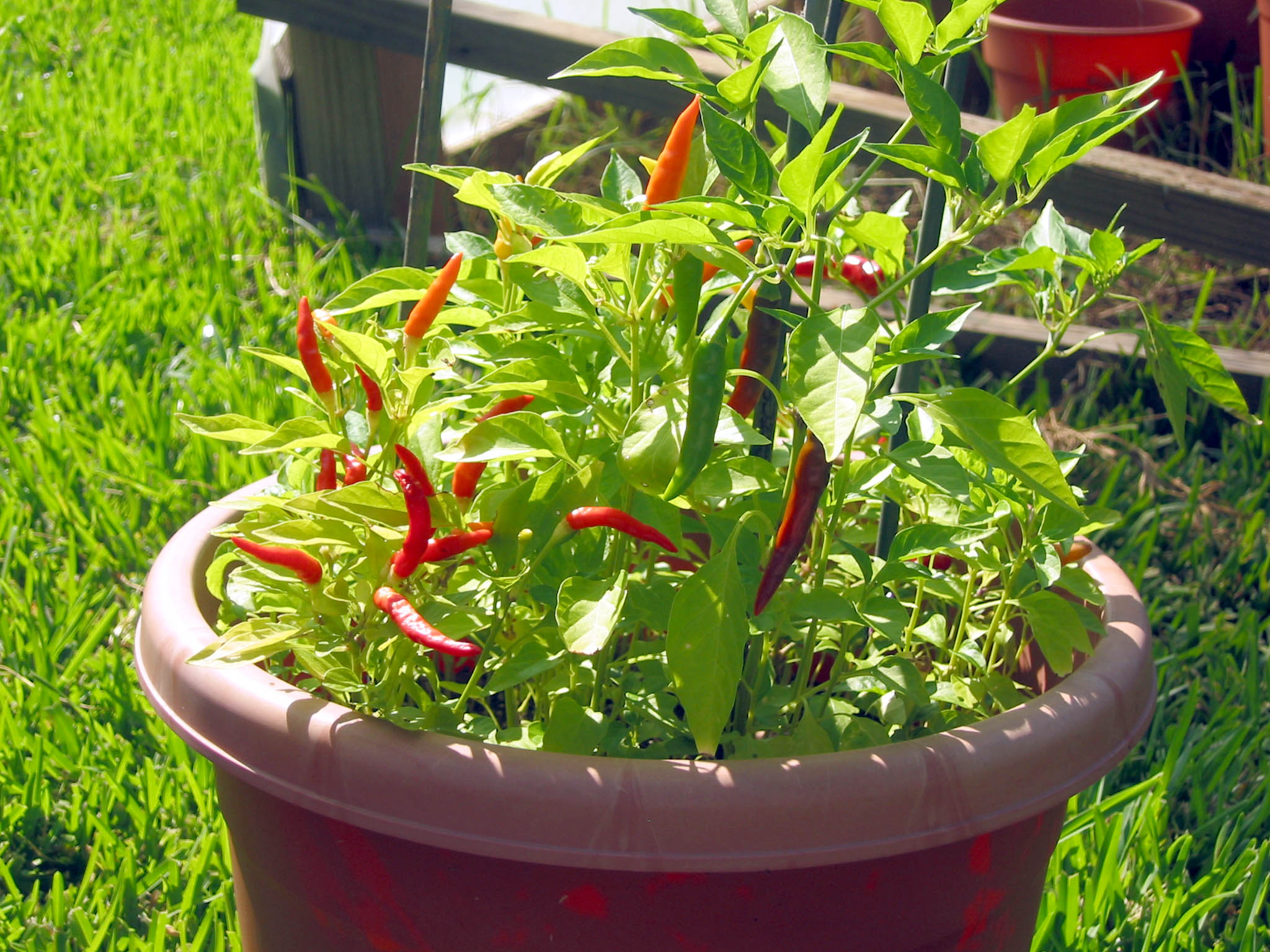
Pimientos Piri Piri

- Moambe, es una salsa o un plato preparado con una salsa hecha generalmente de pericarpio (no las semillas) de las nueces de Palma, que salen del árbol de la fruta de la palma africana (Elaeis guineensis), en África central y occidental.
- Chikwanga o kwanga, hecho de la yuca, cocinados y almacenados en hojas de plátano, más oscuras en algunas partes del país, casi blanco en otras partes.
- Fufu, pegajosa masa de plato de harina de yuca. Es un plato básico tanto como el arroz o patatas en otros países.
- Loso na madesu - arroz con frijoles.
- Sombe o mpondu, se hace hervido con puré y cocidos en hojas de yuca
- Ndakala, pescado seco de tamaño pequeño
- Pili Pili, muy picante, servido con casi todo, incluso en ocasiones seco y espolvoreado en fruta.
- Vino de Palma procedente de la savia de una palmera silvestre, es fermentada por levaduras naturales y le da un contenido de entre cinco y siete por ciento de alcohol.
- Mbembe, caracoles
- Mulenda, okra
- Gari (tostado y molido con yuca)[2]
- Moin moin (pasta de pimientos picantes, cebollas y guisantes Black-Eyed)
- Na soso Loso (pollo y arroz)
- Tumba de yako Ntaba o Ngulu (parrilla, cabra, cerdo)
- Mbizi ya Mayi (poisson de mera)